# فاني بوتشر
فاني بوتشر (بالإنجليزية: Fanny Butcher)‏ هي صحفية وكاتِبة أمريكية، ولدت في 13 سبتمبر 1888، وتوفيت في 1987.